# Paratrichius albolineatus
Paratrichius albolineatus är en skalbaggsart som beskrevs av Krajcik 2007. Paratrichius albolineatus ingår i släktet Paratrichius och familjen Cetoniidae. Inga underarter finns listade i Catalogue of Life.